# Palača Tau, Reims
Palača Tau (francosko Palais du Tau) v Reimsu, Francija, je bila palača reimskega nadškofa. Povezana je s francoskimi kralji, katerih kronanje je potekalo v bližnji stolnici Naše gospe v Reimsu, v palači pa je sledil banket.
Velika galsko-rimska vila je še vedno stala na mestu palače v 6. in 7. stoletju, kasneje pa je postala karolinška palača. Prva dokumentirana uporaba imena izvira iz leta 1131 in izhaja iz načrta stavbe, ki spominja na črko Τ (tau v grški abecedi). Večina zgodnje stavbe je izginila: najstarejši preostali del je kapela iz leta 1207. Stavba je bila v glavnem obnovljena v gotskem slogu med letoma 1498 in 1509, ki sta jo med letoma 1671 in 1710 spremenila Jules Hardouin-Mansart in Robert de Cotte. 19. septembra 1914 je bila poškodovana zaradi požara in bila popravljena šele po drugi svetovni vojni.
Palača je bila rezidenca francoskih kraljev pred kronanjem v Reimski stolnici. Kralj je bil oblečen za kronanje v palači, preden je stopil v stolnico, kasneje je v palači potekala pogostitev. V palači je leta 990 potekala prva zapisana pogostitev, zadnja leta 1825.
V palači je od leta 1972 nameščen Musée de l'Œuvre, ki prikazuje kipe in tapiserije iz stolnice, skupaj z ostanki zakladnice in drugih predmetov, povezanih s kronanjem francoskih kraljev.
Palača Tau je skupaj s stolnico Naše gospe in nekdanjo opatijo Saint-Remi leta 1991 postala del Unescove svetovne dediščine. Vsako leto privabi okoli 100.000 obiskovalcev
- Kronanje Device Marije, prvotni zatrep osrednjega portala katedrale v Reimsu.
- Abrahamov kip iz južnega portala, 1215.
- Tapiserija iz cikla Pesem pesmi.
- Tapiserija iz Življenja Marije, 16. st.
- Tapiserija iz Življenja Marije, 16. st.
- Tapiserija iz Življenja Jezusa, 16. st.

- Talisman karla Velikega, 9. st.
- Reliviarij svetega trna.
- Kelih kronanja (Sacre), 12. stoletje
- Relikviarij Sixta Reimskega in sv. Sinice, 13. stoletje
- Relikviarij Vstajenja, 15. stoletje
- Relikviarij svete Uršule, 15. stoletje